# ایرینا بارونووا
ایرینا بارونووا (انگلیسی: Irina Baronova؛ ۱۳ مارس ۱۹۱۹ – ۲۸ ژوئن ۲۰۰۸) رقصنده باله اهل اتحاد جماهیر شوروی سوسیالیستی بود.
از فیلم‌هایی که وی در آن‌ها نقش داشته‌است، می‌توان به فلوریان اشاره نمود.